# Neurobezzia granulosa
Neurobezzia granulosa är en tvåvingeart som först beskrevs av Wirth 1952.  Neurobezzia granulosa ingår i släktet Neurobezzia och familjen svidknott. Inga underarter finns listade i Catalogue of Life.